# Махмуд (казанский хан)
Махмуд хан (тат. Məxmüt, Мәхмүт, محمود‎; Махмутек, тат. Mäxmütäk, Мәхмүтәк, محموتڪ‎; ум. 1465, Казань) — казанский хан (1445—1465), сын и преемник Улу-Мухаммед хана.

## Борьба за Поволжье
Участвовал вместе с отцом в борьбе за волжские территории против Русских княжеств и других ордынских царевичей.
В 1437 году войско Улу-Мухаммеда нанесло крупное поражение войскам Василия II в Белёвской битве, участие в которой принял и молодой Махмуд.
В 1445 году в Битве под Суздалем разгромил русские войска под командованием великого князя Василия, в результате сражения великий князь попал в казанский плен и был освобождён за большой выкуп.

## Правление ханством
После смерти отца занял казанский престол. В 1446, 1448 гг. совершил походы против Москвы.
В правление хана Махмуда казанцы стали усиленно развивать свою деятельность на поприще международной торговли, и город Казань стал первоклассным центром товарообмена в Восточной Европе. Сюда стекались товары и съезжались купцы из Средней Азии, Сибири, из Персии, Закавказья, со всего Поволжья и из России. Ежегодная ярмарка, происходившая в Казани, получила то же значение огромного международного рынка, какой раньше имела Булгарская ярмарка, а впоследствии получило Нижегородское «всероссийское торжище». Ярмарка собиралась летом, после спада полой воды, на песчаном волжском острове против Казани, который имел у русских название «Гостиного острова». Здесь находились торговые помещения, амбары и склады, ежегодно затоплявшиеся весенним разливом.
В правление хана Махмуда столица ханства Казань особенно обогатилась, разрослась до размеров крупного города, стала многолюдным средоточием мусульманской культуры. В мирное царствование хана Махмуда окончательно сформировалась структура Казанского ханства, сложился и окреп внутренний строй государства.
Хан Махмуд оставил двух сыновей — Халиля и Ибрагима. После смерти Махмуда в 1465 году на престол вступил хан Халиль. Царствование его было очень непродолжительным, и обстоятельства его совсем неизвестны. Возникал даже вопрос о том, царствовал ли Халиль, существование которого засвидетельствовано присутствием его имени во всех старинных родословных ханов Казанских, но о котором не упоминается ни в одной из русских летописей.

## Археология захоронения

### Обнаружение могилы Махмуд хана
В 1977 году при раскопках в Казанском кремле, невдалеке от башни Сююмбике археологом Альфредом Халиковым были обнаружены фундаменты двух белокаменных мавзолеев с остатками богатых захоронений. Они располагались на территории ханской резиденции и скорее всего были усыпальницами ханов и членов их семей. В одном из них, относящемся к XV веку, находилось погребение мужчины 35-40 лет. Тщательный анализ позволил к концу 1990-х годов сделать вывод, что погребенным является хан Махмуд.

### Антропологическое восстановление внешности
В 1994 году группой московских антропологов под руководством Т. С. Балуевой было проведено восстановление внешности хана.
Умерший был ярко выраженным представителем центрально-азиатского варианта монголоидного антропологического типа. Лицо с массивными скулами, узким разрезом глаз с нависающей складкой века, прямым, слабо выступающим носом. Особенности строения костей рук и затылочной части черепа указывают на длительные физические нагрузки, возникающие при верховой езде: выпрямленная спина с отведенными назад плечами и слегка откинутая голова. Ряд признаков говорит о сезонности в рационе питания, характерной для кочевой жизни.